# ISO 3166-2:DO
Die Liste der ISO-3166-2-Codes für die Dominikanische Republik enthält die Codes für die zehn Regionen (regiones), 31 Provinzen (provincias) und einen Nationalbezirk (distrito nacional).

Die Codes bestehen aus zwei Teilen, die durch einen Bindestrich voneinander getrennt sind. Der erste Teil gibt den Landescode gemäß ISO 3166-1 (für die Dominikanische Republik DO), der zweite den Code für die Region, Provinz oder den Nationalbezirk wieder.
Die aktuellen Codes stehen auf der Seite der ISO unter #iso:code:3166:DO zur Verfügung.

## Kodierliste

### Regionen
| Region         | Code  |
| -------------- | ----- |
| Cibao Nordeste | DO-33 |
| Cibao Noroeste | DO-34 |
| Cibao Norte    | DO-35 |
| Cibao Sur      | DO-36 |
| El Valle       | DO-37 |
| Enriquillo     | DO-38 |
| Higuamo        | DO-39 |
| Ozama          | DO-40 |
| Valdesia       | DO-41 |
| Yuma           | DO-42 |

### Provinzebene
| Provinz oder Nationalbezirk | Reg. | Code  |
| --------------------------- | ---- | ----- |
| Azua                        | 41   | DO-02 |
| Baoruco                     | 38   | DO-03 |
| Barahona                    | 38   | DO-04 |
| Dajabón                     | 34   | DO-05 |
| Distrito Nacional           | 40   | DO-01 |
| Duarte                      | 33   | DO-06 |
| El Seibo                    | 42   | DO-08 |
| Elías Piña                  | 37   | DO-07 |
| Espaillat                   | 35   | DO-09 |
| Hato Mayor                  | 39   | DO-30 |
| Hermanas Mirabal            | 33   | DO-19 |
| Independencia               | 38   | DO-10 |
| La Altagracia               | 42   | DO-11 |
| La Romana                   | 42   | DO-12 |
| La Vega                     | 36   | DO-13 |
| María Trinidad Sánchez      | 33   | DO-14 |
| Monseñor Nouel              | 36   | DO-28 |
| Monte Cristi                | 34   | DO-15 |
| Monte Plata                 | 39   | DO-29 |
| Pedernales                  | 38   | DO-16 |
| Peravia                     | 41   | DO-17 |
| Puerto Plata                | 35   | DO-18 |
| Samaná                      | 33   | DO-20 |
| San Cristóbal               | 41   | DO-21 |
| San José de Ocoa            | 41   | DO-31 |
| San Juan                    | 37   | DO-22 |
| San Pedro de Macorís        | 39   | DO-23 |
| Sánchez Ramírez             | 36   | DO-24 |
| Santiago                    | 35   | DO-25 |
| Santiago Rodríguez          | 34   | DO-26 |
| Santo Domingo               | 40   | DO-32 |
| Valverde                    | 34   | DO-27 |